# Diritto di tappo
Il diritto di tappo è la pratica di portare al ristorante una bottiglia di vino acquistata altrove, pagando al ristoratore una somma corrispondente al servizio, alla stappatura, al lavaggio di bicchieri e decanter.
In lingua inglese viene definita anche come BYOB (bring your own booze, "porta i tuoi alcolici", o bring your own bottle, "porta la tua bottiglia") e numerosi locali, rintracciabili anche su database on-line, espongono un'insegna con tale acronimo. L'espressione è per la prima volta registrata negli anni 1950 ed è utilizzata anche nell'ambito delle feste private, quando le bevande alcoliche non sono fornite dal padrone di casa o dall'organizzatore della festa, e quindi devono essere portate dagli ospiti.

## Origini
Tale pratica è nata inizialmente per dare la possibilità, a collezionisti ed intenditori, di poter abbinare ai piatti serviti durante il pranzo o la cena delle bottiglie di particolare pregio, non presenti nella carta dei vini del ristorante scelto. In seguito i ristoratori hanno sviluppato il sistema come stratagemma per attirare una clientela più numerosa, offrendo la possibilità di risparmiare sui solitamente gravosi ricarichi applicati sugli alcolici.
Diffusasi inizialmente soprattutto in California, dove il ricarico sulle bottiglie di vino si aggira mediamente attorno a 2,5-3 volte il valore iniziale, la pratica del diritto di tappo (corkage fee) si è andata allargando ad altri stati federati, ad alcune regioni canadesi, ed in Australia e Nuova Zelanda.

## Applicazione
Le minori vendite di vino possono essere coperte, per i ristoratori, solo da un elevato diritto di tappo, che però annullerebbe ogni vantaggio per il cliente. La quantificazione di tale "diritto" è quindi intimamente legata alla politica di prezzi e al piano di investimenti attuato dal singolo locale. Ogni ristoratore può decidere la propria tariffa, che va solitamente dai 15 ai 25 dollari negli Stati Uniti ai 5-7 Euro in Italia.
Mentre per alcuni ristoranti tale pratica avrebbe significato vanificare i propri sforzi in termini di ricerca delle etichette, preparazione del personale e acquisto delle attrezzature (e in questi casi tale pratica viene invariabilmente rifiutata), per i clienti non ha significato semplicemente un abbattimento dei costi, ma sovente un modo per superare la limitatezza di carte dei vini non particolarmente nutrite o ricercate. Per questo motivo capita di frequente che le bottiglie BYOB superino decisamente il valore delle bottiglie disponibili in un determinato locale.
A ogni modo il diritto di tappo, assieme all'offerta di vini al bicchiere e al "doggy bag", la pratica di portare a casa gli avanzi della cena, sta cambiando le prospettive della ristorazione, sia nelle fasce di prezzi medi sia in quelle alte.